# 韦尔努耶 (伊夫林省)
韦尔努耶（法語：Vernouillet，法語發音：[vɛʁnujɛ]）是法国伊夫林省的一个市镇，属于圣日耳曼昂莱区。

## 地理
韦尔努耶（48°58'20"N, 1°59'0"E）面积6.48 平方千米，位于法国法蘭西島大區伊夫林省，该省份为法国北部内陆省份，北起瓦兹河谷省，西接厄尔省，西南接厄尔-卢瓦省，东南接埃松省，东临上塞纳省。
与韦尔努耶接壤的市镇（或旧市镇、城区）包括：沙佩、梅当、莫兰维利耶、塞纳河畔特列勒、塞纳河畔韦尔讷伊。

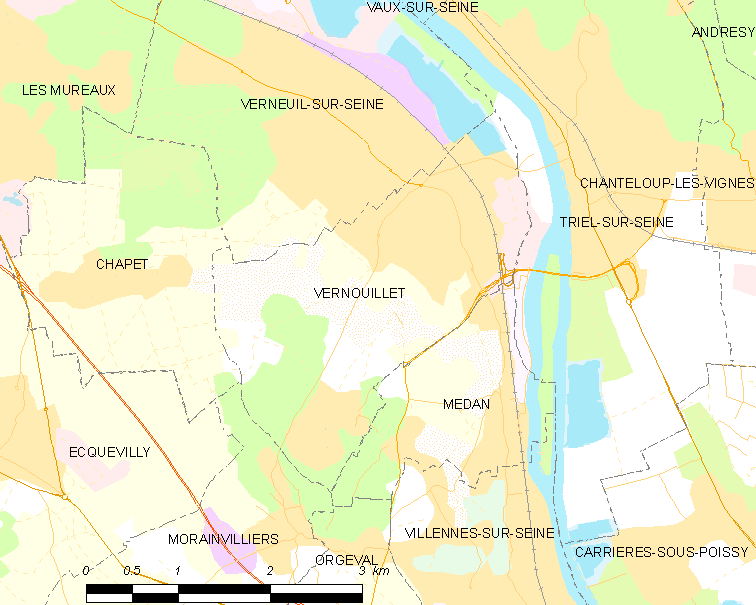
的OSM定位图

韦尔努耶的时区为UTC+01:00、UTC+02:00（夏令时）。

## 行政
韦尔努耶的邮政编码为78540，INSEE市镇编码为78643。

## 政治
韦尔努耶所属的省级选区为塞纳河畔维尔讷伊县。

## 人口

1962-2008年间人口变化图示

韦尔努耶于2022年1月1日时的人口数量为9953人。